# Evalag

Logo

Logo 2023

Evalag (Evaluationsagentur Baden-Württemberg) (Eigenschreibweise: evalag) ist eine Stiftung öffentlichen Rechts und wurde im Jahr 2000 auf Grundlage von Vereinbarungen zwischen dem Ministerium für Wissenschaft, Forschung und Kunst Baden-Württemberg und den Hochschulen des Landes gegründet. Die Geschäftsstelle befindet sich in Mannheim.
Als Kompetenzzentrum für Qualitätssicherung und Qualitätsentwicklung unterstützt Evalag bundesdeutsche sowie internationale Hochschulen, andere wissenschaftliche Einrichtungen und Ministerien in ihrem Engagement um Qualität in Studium und Lehre, Forschung und Dienstleistungen. Die Agentur koordiniert und begleitet zu diesem Zweck Evaluationsverfahren, führt Audits der institutionellen Qualitätssicherung durch, berät im Bereich Qualitätsmanagement und Organisationsentwicklung, koordiniert Begutachtungsverfahren im Rahmen der Wissenschaftsförderung und ist im Bereich der angewandten Hochschulforschung aktiv. Evalag arbeitet dabei auf der Grundlage der Standards and Guidelines for Quality Assurance in the European Higher Education Area (ESG).
Die Agentur ist Mitglied der European Association for Quality Assurance in Higher Education (ENQA) und seit Oktober 2009 vom Akkreditierungsrat als Akkreditierungsagentur zugelassen sowie seit Mai 2010 auch im European Register for Quality Assurance in Higher Education eingetragen. Evalag führt Begutachtungen von Studiengängen und von Qualitätsmanagementsystemen in Studium und Lehre an allen Hochschularten durch.